# Hönnetal (Hemer)
Hönnetal ist als ein Teil der ehemals selbstständigen Gemeinde Deilinghofen in Nordrhein-Westfalen seit dem 1. Januar 1975 ein Ortsteil der Stadt Hemer.
Hönnetal liegt im Nordosten Hemers, an der Grenze zur Nachbarstadt Menden. Die Ortschaft befindet sich im Hönnetal und grenzt innerhalb Hemers an die Ortsteile Riemke im Westen, Brockhausen im Südwesten und Klusenstein im Süden. Verkehrstechnisch ist Hönnetal an die B 515 zwischen Menden und Balve angeschlossen.